# ジャーナル・スクエア-33丁目線 (ホーボーケン経由)
ジャーナル・スクエア-33丁目線 ホーボーケン経由（Journal Square–33rd Street via Hoboken、JSQ-33 via HOB）はパストレインの運行系統で、路線案内では黄色と青で示されている。列車は黄色と青の系統標識灯を点灯する。ニュージャージー州ジャージーシティのジャーナル・スクエア駅からアップタウン・ハドソン・チューブでハドソン川を渡り、ニューヨーク市マンハッタンの33丁目駅に至る路線であり、途中でホーボーケン駅を経由して方向転換する。路線延長10.8キロメートル（6.7マイル）を26分で走破する。
平日の深夜（23時から翌朝6時）と、週末および休日に終日運行される系統で、オフピーク時間帯のジャーナル・スクエア-33丁目線とホーボーケン-33丁目線を統合したものである。ホーボーケン-ワールド・トレード・センター線は深夜および週末には運行されていないため、この時間帯にホーボーケン駅からワールド・トレード・センター駅に向かう場合は本系統を利用してグローブ・ストリート駅でニューアーク-ワールド・トレード・センター線に乗り換えなければならない。アメリカ同時多発テロ事件でワールド・トレード・センター駅が破壊された際には本系統の運行は休止となり。仮系統のホーボーケン経由ニューアーク-33丁目線が運行された。これは2003年6月29日にエクスチェンジ・プレイス駅が営業再開されるまで続いた。

## 駅一覧
| バリアフリー・アクセス | 駅名                         | 乗換・接続                                                                                    |
| ---------------------- | ---------------------------- | --------------------------------------------------------------------------------------------- |
| ニュージャージー州     |                              |                                                                                               |
| バリアフリー・アクセス | ジャーナル・スクエア駅       | NWK–WTC NJTバス、R&Tバス、A&Cバス                                                             |
|                        | グローブ・ストリート駅       | NWK–WTC NJTバス、R&Tバス、A&Cバス                                                             |
| バリアフリー・アクセス | ニューポート駅               | ハドソン-バーゲン・ライトレール NJTバス、アカデミーバス                                       |
| バリアフリー・アクセス | ホーボーケン駅               | NJトランジット、メトロノース鉄道、ハドソン-バーゲン・ライトレール NJTバス、NYウォーターウェイ |
| マンハッタン           |                              |                                                                                               |
|                        | クリストファー・ストリート駅 | ニューヨーク市バス                                                                            |
|                        | 9丁目駅                      | ニューヨーク市バス                                                                            |
|                        | 14丁目駅                     | ニューヨーク市バス                                                                            |
|                        | 23丁目駅                     | ニューヨーク市バス                                                                            |
| バリアフリー・アクセス | 33丁目駅                     | ニューヨーク市バス                                                                            |